# Văglarovo, Haskovo
Văglarovo (în bulgară Въгларово) este un sat în comuna Haskovo, regiunea Haskovo,  Bulgaria. 

## Demografie
Componența etnică a satului Văglarovo
     Turci (20,63%)
     Bulgari (68,67%)
     Nicio identificare (9,93%)
     Altele (0,75%)
La recensământul din 2011, populația satului Văglarovo era de 664 locuitori. Din punct de vedere etnic, majoritatea locuitorilor (68,67%) erau bulgari, cu o minoritate de turci (20,63%). Pentru 9,93% din locuitori nu este cunoscută apartenența etnică.